# گوآن کا گورن
گوآن کا گورن (به انگلیسی: Gwaun-Cae-Gurwen) یک منطقهٔ مسکونی در بریتانیا است که در نیث پورت تالبوت واقع شده‌است. گوآن کا گورن ۴٬۲۴۰ نفر جمعیت دارد.